# Parasitärer Single
Parasitärer Single (jap. パラサイトシングル, parasaito shinguru) ist ein japanischer Ausdruck für Menschen, die bis in die späten 20er- und frühen 30er-Jahre ihres Lebens bei ihren Eltern wohnen, um ein sorgenfreies und damit komfortables Leben zu genießen.
Trotz der negativen Wertung des Ausdrucks haben viele junge Japaner aus finanziellen Gründen gar keine andere Wahl, als bis weit ins Erwachsenenalter bei ihren Eltern zu leben. Auch fühlen sich nicht unbedingt alle Eltern in dieser Situation unglücklich. Tatsächlich hat diese Lebensweise in der japanischen Gesellschaft Tradition.
Der Ausdruck wurde zunächst hauptsächlich in Bezug auf die japanische Gesellschaft verwendet, ähnliche Erscheinungen gibt es aber auch in vielen anderen industrialisierten Ländern, so dass er zunehmend Verbreitung findet.

## Ursprünge
Der Ausdruck wurde von Professor Masahiro Yamada von der Tokio Gakugei Universität in seinem im Oktober 1999 veröffentlichten Bestsellerbuch Das Zeitalter der parasitären Singles (パラサイトシングルの時代 parasaito shinguru no jidai) geprägt. Der Begriff fand schnell seinen Weg in die Massenmedien und ist heute in Japan ein gängiger Ausdruck.
Von Professor Yamada stammt auch der verwandte Begriff Parasiten-Paar mit Bezug auf Ehepaare, die bei den Eltern eines Partners leben. Diese Situation ist jedoch weniger verbreitet und der Begriff daher weniger üblich. Auch dies ist eine traditionelle Form der japanischen Lebensführung, obgleich sie in den letzten Jahren zunehmend weniger praktiziert wird.

## Situation
Schätzungen zufolge gab es 1995 in Japan 10 Millionen parasitäre Singles. Bei einer Umfrage des Ministeriums für Gesundheit und Soziales (heute: Ministerium für Gesundheit, Arbeit und Soziales) im Jahr 1998 lebten 60 % der alleinstehenden Männer und 80 % der alleinstehenden Frauen in der Altersgruppe von 20 bis 34 Jahren bei ihren Eltern. Diese Zahlen waren seit 1976 kontinuierlich gewachsen.
Während ein Teil der erwachsenen Kinder bei den Hausarbeiten helfen oder sogar einen Teil der Miete zahlen, tut die große Mehrheit dies nicht. Nach Statistiken unterstützen 85 % (nach anderen Quellen 50 %) der Kinder ihre Eltern nicht bei den gemeinsamen Lebensausgaben, sondern erhalten von ihren Eltern Haushaltung, Wäsche und Nahrung kostenlos. 50 % der erwachsenen Kinder erhalten von ihren Eltern sogar zusätzliche finanzielle Unterstützung.
Diese Situation erlaubt den Kindern ein Leben in beträchtlichem Komfort, und während viele das gesparte Geld anlegen, geben andere ihr gesamtes Einkommen für Luxusgüter, Reisen und andere nicht lebenswichtige Aufwendungen aus. Viele Kinder wollen bis zur Heirat bei ihren Eltern leben. Frauen wünschen sich oft einen reichen Ehemann, um ihren Lebensstandard weiter aufrechterhalten zu können.
Die Eltern genießen für ihren Teil oft das Leben mit ihren Kindern. Viele Eltern wollen ihre Kinder schützen, ihnen den bestmöglichen Start im Leben ermöglichen und ihnen Gelegenheiten geben, die sie selbst nie hatten, z. B. für Reisen. Die Eltern genießen auch die Gesellschaft und soziale Interaktion und versuchen die Beziehung aufrechtzuerhalten.
Die zusätzlichen Ausgaben für die Eltern aufgrund der weiteren Haushaltsmitglieder sind im Allgemeinen gering, da Fixkosten wie Miete ohnehin anfallen und Zusatzkosten für Lebensmittel und andere Gegenstände des täglichen Bedarfs gewöhnlich vernachlässigbar sind. Viele Eltern sehen es auch als Investition in ihre eigene Zukunft, da ihre Kinder so umso mehr verpflichtet sind, sie im Alter zu unterstützen. Kinder sind in Japan traditionell verpflichtet, ihre alten und kranken Eltern zu pflegen.

## Ursachen
Der Hauptgrund für das Leben als parasitärer Single ist ein ökonomischer: Die Kosten für Wohnraum sind in Japan extrem hoch, besonders in großen Städten und deren Umfeld. Ein allein lebender Single zahlt etwa zwei Drittel des verfügbaren Einkommens für die Wohnungsmiete. Zudem müssten sie die Wohnung noch reinigen und selbst kochen. Außerdem bedeutet die Gründung eines Haushaltes große Startkosten für Möbel, Waschmaschine, Kühlschrank usw. Das im Voraus zu zahlende „Schlüsselgeld“, ein traditionelles Geldgeschenk für den Vermieter beim Einzug, und die Maklergebühren können leicht die Miete eines halben Jahres überschreiten.
Der Schritt in die Selbstständigkeit erfordert also große Ausgaben und Arbeit und bedingt einen deutlichen Rückschritt im Lebensstandard. Außerdem sind, da die japanische Bevölkerung größtenteils in den Städten konzentriert ist, oft alle in Frage kommenden Arbeitsstellen und Unterhaltungsmöglichkeiten in der Nähe der elterlichen Wohnung.
Die ökonomischen Vorteile kommen allen parasitären Singles zugute. Es gibt jedoch unterschiedliche Untergruppierungen:
- Karriereorientierte junge Angestellte könnten sich ein eigenständiges Leben leisten, bevorzugen jedoch die zusätzlichen finanziellen Vorteile und die Zeitersparnis, vielleicht auch die Gesellschaft und Sicherheit des Lebens bei den Eltern.
- Andere erwachsene Kinder haben Schwierigkeiten, auf dem derzeitigen Arbeitsmarkt eine feste Beschäftigung zu finden. Sie finden oft nur schlecht eine bezahlte Arbeit oder nur Teilzeitjobs und werden so zu unterbeschäftigten sog. "Freetern", die sich ein eigenständiges Leben nicht dauerhaft leisten könnten, selbst wenn sie wollten.
- Einige wollen sich dem Konkurrenzdruck der Welt „draußen“ auch gar nicht aussetzen, suchen keine Arbeit oder nur solche mit relativ bequemen Randbedingungen und entsprechend niedrigem Einkommen, oder wollen im Extremfall das elterliche Haus bzw. das eigene Zimmer gar nicht mehr verlassen (so genannte Hikikomori).

## Auswirkungen
Eine mögliche Auswirkung ist der Anstieg des Heiratsalters, obwohl dieses besonders bei Frauen auch mit anderen Faktoren wie Karriereaussichten und Bildungsniveau zusammenhängt. Während Frauen 1970 im Mittel mit 24 Jahren und Männer mit 27 heirateten, stieg der Durchschnitt für 2002 auf 27,4 bzw. 29 Jahre. Das führte auch dazu, dass die Frauen später im Leben Kinder haben und dass aufgrund der ab 30 nachlassenden Fruchtbarkeit weniger Kinder geboren werden. Die Geburtenrate pro Frau sank daher von 1,8 (1983) auf 1,32 (2002). Viele Frauen wollen auch gar nicht mehr heiraten und entscheiden sich für die Karriere statt für die Familie. Dies macht es für die Männer – die gewöhnlich heiraten wollen – schwieriger, eine Frau zu finden.
Viele parasitäre Singles arbeiten, haben oft erfolgreiche Karrieren und beträchtliches frei verfügbares Einkommen, benötigen aber wenig langlebige Güter.
Einige sagen, dies sei gut für die Wirtschaft, andere meinen, dass sie das Geld auch ausgeben würden, wenn sie allein lebten, nur eben nicht für Luxusgüter. Der Markt für langlebige Haushaltsgüter wie Kühlschränke, Möbel oder Waschmaschinen geht daher stetig zurück, während die Verkaufszahlen bei Luxusgütern, besonders Markennamen wie Gucci, Prada, Hermes und besonders Louis Vuitton (die in Japan sehr populär sind) stark steigen. Insgesamt ist also für die japanische Wirtschaft nur eine etwas geänderte Nachfragestruktur die Folge, sieht man von dem Geld ab, das für Urlaubsreisen und Importe aus Japan abfließt.
Ein weiterer Effekt ist eine mögliche Reduzierung der Preise oder das Bremsen des Preisanstiegs für Wohnimmobilien und Mieten wegen der durch die wachsende Zahl von Personen pro Haushalt sinkenden Nachfrage.

## Kontroverse
Parasitäre Singles werden oft für eine Vielzahl von Problemen in Japan verantwortlich gemacht, vom Rückgang der Geburtenrate über die wirtschaftliche Rezession bis zur steigenden Kriminalität.
Professor Yamada klagt in seinem Buch besonders die „verwöhnten“ japanischen Frauen an, die während der Zeit der Bubble Economy (engl. „Blasen-Wirtschaft“) des Landes aufwuchsen.
Viele Japaner fühlen jedoch auch, dass die jungen Erwachsenen in der derzeitigen schwierigen wirtschaftlichen Lage, und vor die Wahl zwischen Familie und Karriere gestellt, gar keine Wahl haben, als parasitäre Singles zu werden.